# Нью-Трой (Мічиган)
Нью-Трой (англ. New Troy) — переписна місцевість (CDP) в США, в окрузі Беррієн штату Мічиган. Населення — 483 особи (2020).

## Географія
Нью-Трой розташований за координатами 41°52′54″ пн. ш. 86°32′32″ зх. д. / 41.88167° пн. ш. 86.54222° зх. д. (41.881796, -86.542360).  За даними Бюро перепису населення США в 2010 році переписна місцевість мала площу 3,44 км², з яких 3,43 км² — суходіл та 0,00 км² — водойми.

## Демографія
Згідно з переписом 2010 року, у переписній місцевості мешкало 497 осіб у 211 домогосподарстві у складі 143 родин. Густота населення становила 145 осіб/км².  Було 248 помешкань (72/км²).
Расовий склад населення:
| - 94,4 % — білих - 2,0 % — чорних або афроамериканців - 0,6 % — корінних американців - 0,4 % — азіатів |

До двох чи більше рас належало 2,2 %. Частка іспаномовних становила 1,0 % від усіх жителів.
За віковим діапазоном населення розподілялося таким чином: 22,1 % — особи молодші 18 років, 62,4 % — особи у віці 18—64 років, 15,5 % — особи у віці 65 років та старші. Медіана віку мешканця становила 43,1 року. На 100 осіб жіночої статі у переписній місцевості припадало 112,4 чоловіків;  на 100 жінок у віці від 18 років та старших — 110,3 чоловіків також старших 18 років.
Середній дохід на одне домашнє господарство  становив 44 226 доларів США (медіана — 32 031), а середній дохід на одну сім'ю — 47 116 доларів (медіана — 46 172). За межею бідності перебувало 1,8 % осіб, у тому числі 2,4 % дітей у віці до 18 років та 0,0 % осіб у віці 65 років та старших.
Цивільне працевлаштоване населення становило 323 особи. Основні галузі зайнятості: мистецтво, розваги та відпочинок — 25,4 %, роздрібна торгівля — 20,7 %, виробництво — 14,9 %, транспорт — 9,6 %.